# Гуляйпольский сельский совет (Запорожская область)
Гуляйпольский сельский совет (ранее Комсомольский) (укр. Комсомольська сільська рада) — входит в состав
Гуляйпольского района
Запорожской области
Украины.
Административный центр сельского совета находится в 
с. Гуляйпольское
.

## Населённые пункты совета
- с. Гуляйпольское